# Magic Lantern (Software)
Bei Magic Lantern (engl. Wunderlampe) handelt es sich um eine von der US-amerikanischen Bundespolizei FBI entwickelte Spionagesoftware. Anders als bei dem Netzwerksniffer des FBI, genannt Carnivore (zu deutsch: Fleischfresser), wird dieser an das auszuspionierende Opfer geschickt und installiert sich heimlich auf dessen Computersystem.
Es gab das Gerücht, dass Antivirenprogrammhersteller wie McAfee oder Symantec die Entdeckung dieser Keyloggingsoftware durch ihre Antivirenprodukte aufgrund einer Abmachung mit dem FBI verhindern wollten. Dies dementierten sie aber bald darauf.